# Poludow Kamień
Poludow Kamień lub Polud (ros. Полю́дов Камень, Полю́д) – szczyt w rejonie krasnowiszerskim, na Uralu Północnym, w Kraju Permskim, w europejskiej części Rosji. Położona jest w odległości 7 km od Krasnowiszerska na obszarze chronionego krajobrazu regionalnego znaczenia.
Wysokość góry, leżącej w paśmie wzgórz Poludow kriaż, wynosi 527 m n.p.m.
Góra ma wydłużony kształt, a wierzchołek jest stożkowaty. Jej zbocza są dość strome, szczególnie od północnej strony. Porośnięta jest głównie lasem iglastym. Na zboczach mają swe źródła dopływy rzek Czernaja i Pietrunicha. Z góry jest doskonały widok na Wietłan i Pomianionnyj Kamień.

## Legendy
Według jednej z legend Polud to imię potężnego herosa, żyjącego niegdyś na ziemi wiszerskiej i posiadającego niewiarygodną siłę. Kiedy wróg został pokonany, Polud poszedł na kamienną górę, gdzie śpi do tej pory. Imię Polud mogło mieć związek ze staroruskim słowem poludie – corocznym objazdem mającym na celu pobór podatków od poddanych.
Według drugiej, komi-permiackiej legendy heros Polud walczył z herosem Kołczimem. Herosi przez wiele lat ciskali w siebie kamieniami i Bóg ukarał za to obu, zamieniając ich w skały.
Trzecia z legend mówi, że dwaj herosi, Polud i Wietłan, kochali tę samą dziewczynę, Wiszerę, i przez długi czas nie mogli się nią podzielić. Wszechmogący zamienił ich w skały – Poludow Kamień i Kamień Wietłan, a dziewczynę Wiszerę w rzekę Wiszerę, płynącą między nimi.